# Deadhouse Gates
Deadhouse Gates ist der zweite von zehn Romanen (in der deutschen Übersetzung sind es 19) im High-Fantasy-Zyklus Das Spiel der Götter des kanadischen Autors Steven Erikson. Er wurde erstmals 2000 veröffentlicht. Auf Deutsch wurde der Roman in zwei Bänden unter den Titeln Das Reich der Sieben Städte und Im Bann der Wüste publiziert, die in der Übersetzung durch Tim Straetmann 2001 bei Goldmann erschienen.

## Handlung
Deadhouse Gates beginnt einige Monate nach den Ereignissen von Die Gärten des Mondes. Im Gegensatz zum vorherigen Buch, das verschiedenen Gruppen von Charakteren, die sich in unmittelbarer Nähe zueinander befinden, sind die Charaktere in Deadhouse Gates häufig durch Hunderte oder Tausende von Meilen voneinander getrennt.
Im Herzland des malazanischen Imperiums kommt es unter Imperatrix Laseen zu einer Säuberung, dem auch Mitglieder des Adels zum Opfer fallen. Viele Bürger werden zu den Minen der Insel Otataral vor der Küste des Subkontinents des Reichs der Sieben Städte geschickt. Das Reich der Sieben Städte wird jedoch von einer Rebellion bedroht, die als Wirbelwind bekannt ist und von der Seherin Sha’ik in der Oase Pan’arak in der Heiligen Wüste Raraku angeführt wird. Da die Städte überrannt sind, planen die malazanischen Streitkräfte in der Stadt Hissar eine gewagte Evakuierung über Land in die malazanische kontinentale Hauptstadt Aren. Die siebte malazanische Armee unter dem Kommando des legendären Coltaine vom Krähen-Clan der Wickaner hat die Aufgabe, 50.000 Flüchtlinge über rund 1.500 Meilen durch das Ödland Sialk Odhan in Sicherheit zu bringen. Dieser legendäre Marsch wird als Kette der Hunde bekannt und wird Teil der Legenden der Sieben Städte. Währenddessen begibt sich der Assassine Kalam auf eine gefährliche Mission und eine Gruppe von Reisenden aus Genabackis kommt auf ihren eigenen mysteriösen Besorgungen in den Sieben Städten an.

### Prolog und Raraku
Felisin Paran ist die jüngste Schwester von Ganoes Paran, einem der Protagonisten des vorhergehenden Romans, und von Tavore Paran, der neuen Mandata der Imperatrix Laseen. Sie wird als Adlige ein Opfer von Laseen, die rivalisierende Machtzentren beseitigen will. Felisin macht Bekanntschaft mit Baudin, einem Schläger, und Heboric, einem exkommunizierten Hohepriester von Fener, einem Kriegsgott, der durch das Entfernen seiner Hände bestraft wurde. Die drei werden zu einer Otataral-Mine vor der Küste des Kontinents der sieben Städte deportiert, wo Felisin dem selbsternannten Anführer der Sklaven, Beneth, ihren Körper als Gegenleistung für den Schutz des Trios anbietet und von der Droge Durhang abhängig wird.
Währenddessen reist Icarium, ein unsterblicher Erfinder, Krieger und Halb-Jaghut, dessen zerstörerische Vergangenheit aus seinem Gedächtnis entfernt wurde, in Begleitung von Mappo Runt, einem Trell-Krieger, um die Welt. Mappo hat den Auftrag die Welt vor Icariums Kräften zu schützen. Kräfte an die icarium sich noch nicht erinnert. Die beiden sind in einen Kampf zwischen Wechselgängern und Vielwandlern verwickelt, Gestaltwandlern, die die Form eines anderen Tieres oder mehrerer Tiere annehmen können. Sie folgen dem Pfad der Hände, um nach Tremorlor in der Raraku zu gelangen. Die beiden machen sich auf den Weg durch die Schlacht, um im Tempel von Iskaral Pustl, einem wahrscheinlich verrückten Hohepriester des Schattens, Schutz zu suchen.
In der Zwischenzeit übernimmt der wickanische Kriegsführer Coltaine das Kommando über die 7. malazanische Armee im Reich der sieben Städte und befiehlt, malazanische Zivilisten zu Fuß in die kaiserliche kontinentale Hauptstadt Aren zu bringen, um sie vor dem erwarteten Aufstand zu schützen. So flüchten sie vor Sha’ik, der Seherin und Anführerin der Rebellion, in das weit entfernte Aren. Die Hohe Faust des Kontinents, Pormqual, lehnt einen Seekonvoi ab und zieht es vor, in Aren selbst Schutz zu suchen. Der kaiserliche Historiker Duiker begleitet die Siebte Armee.
In der Zwischenzeit landen Fiedler, Kalam, Crokus und Apsalar (ehemals Leida) nach den Ereignissen der Gärten des Mondes in Ehrlitan, einer der sieben Städte. Ihre ursprüngliche Mission war es, Apsalar in ihr Heimatdorf zurückzubringen, aber Kalam und Fiedler planen nun, die Imperatrix zu töten, indem sie die Rebellion der sieben Städte nutzen, um Kalam seinen Weg zu ihr zu bahnen. Fiedler trifft einen Tanno Geistergänger, der Lieder verwendet, um Zauber zu wirken. Er bietet Fiedler ein Lied der Macht an, das den Brückenverbrennern den Aufstieg gewähren kann. Der Geistergänger ist überzeugt davon, dass die Brückenverbrenner im unehrenhaften Krieg ihres Reiches um die Eroberung der sieben Städte ehrenhaft gekämpft haben. Kalam, ein Eingeborener der sieben Städte, nimmt Kontakt mit dem Widerstand gegen die malazanische Herrschaft auf und erklärt sich bereit, Sha’ik in der Raraku das Heilige Buch von Dryjhna zu überbringen, das die Apokalypse der Rebellion entfesseln wird.
Kalam wird von einem Hautmann der Roten Klingen, Lostara Yil, verfolgt, die seine Mission aufdeckt. Yil folgt Kalam zu Sha’ik, beobachtet, wie er ihr das Buch der Apokalypse übergibt und das Geschenk eines aptorianischen Dämonen-Leibwächters erhält, und tötet Sha’ik trotz ihrer Wächter Leoman von den Dreschflegeln und Toblakai.
Während Fiedler, Crokus und Apsalar getrennt durch Raraku reisen, bestätigen Apsalars Erinnerungen allmählich, dass das Seil, der Patron der Assassinen, Tanzer – der Assassine von Imperator Kellenvad – war und dass Kellenvad und Tanzer Laseens Ermordungsplänen entkommen konnten und zu Göttern des Hauses der Schatten aufgestiegen sind (Schattenthron/Ammanas und Seil/Cotillion).

### Der Wirbelwind
Baudin und Heboric arrangieren mit Duikers Hilfe, während einer Sklavenmeuterei eine Flucht aus den Minen und nehmen Felisin mit. Auf dem Weg zur Küste findet Heboric eine riesige Jadesäule, die sich als bloßer Finger einer riesigen Gestalt herausstellt, und berührt sie mit seinen Handstümpfen. Durch diese Handlung wird sein Gott Fener in das Reich der Sterblichen gezogen. Fener flieht und Heborics Hände werden wieder verwendbar, bleiben aber Geisterhände und vermischen die Denul-Eigenschaften mit den magisch dämpfenden Eigenschaften von Otataral.
Duiker schickt den Magier Kulp auf ein malazanisches Boot, um das Trio von der Otataral-Insel zu holen, aber die Kompanie zieht sich in das Gewirr eines verrückten Magiers zurück, wo sie an Bord der Silanda gehen, auf der sie kopflose Tiste Andii-Ruderer finden, die noch Befehle akzeptieren können und in der Kapitänskajüte finden sie Leichen, die sie für Tiste Edur halten. Bald begegnen sie Logros T’lan Imass-Kriegern unter Knochenwerferin Hentos Ilm, die ein namenloses Wesen verfolgen und den Menschen mitteilen, dass sie sich in Kurald Emurlahn befinden, dem älteren Gewirr der Tiste Edur. Einer der T’lan Imass opfert sich selbst, um den Bruch im Gewirr zu heilen, aber die T’lan Imass lassen die Menschen zurück, um ihren eigenen Ausweg zu finden.
Pust sagt Icarium und Mappo, dass Sha’ik wieder auferstehen wird, da eine riesige Wand aus tödlich wirbelndem Sand die Raraku umgibt und die Winde darin begrabene Straßen, Strukturen und Beweise dafür enthüllen, dass die Wüste einst eine Küste war. Sie machen sich auf den Weg, um sie aufzusuchen und finden stattdessen Fiedler, Crokus und Apsalar, die ihren Weg durch Stürme, Rebellenverfolger und den andauernden Kampf mit den Gestaltwandlern gefunden haben. Die Kompanie kehrt zu Pusts Tempel zurück, wo sich herausstellt, dass sein Diener Apsalars Vater ist. Er weiß nichts mehr vom Angriff des Schattenhundes zu Beginn von Gärten des Mondes.
Coltaine besiegt die Rebellenarmee von Hissar, der Stadt, in der er das Kommando über die Siebte übernimmt, und beginnt den Marsch nach Aren, der als „Kette der Hunde“ bekannt wird. Kamist Reloe, ein Hohemagier des Reiches, rebelliert, um eine zweite Armee gegen Coltaines Flüchtlinge zu führen. Coltaines Wickaner besiegen einen der Stämme von Kamist Reloe, obwohl sie sieben zu eins unterlegen sind, und überzeugen Duiker davon, dass Coltaine mehr bedeutet, als nur vor dem Aufstand zu fliehen. Als die Flüchtlinge an einem breiten Fluss zwischen zwei Armeen eingekesselt werden, besteht Coltaine darauf, den malazanischen Adligen unter Nethpara trotz ihrer Proteste keine Sonderbehandlung zu gewähren. Coltaine bestand darauf, die Wagen der Verwundeten zuerst über den Fluss zu schicken. Seine Sappeure legen eine Straße über die Furt, die die Sappeure dann zur Detonation bringen, als die gegnerische Bauernarmee beginnt, die Straße hinter den Flüchtlingen zu überqueren, während Coltaine mit seinen Streitkräften die Armee am anderen Ufer angreift.
Kalam geht nach Süden in Richtung Aren, begleitet von Apt und verfolgt von Yil. Er erfährt vom Verräter Jhistal in Pormquals Lager in Aren von Rebellen, denen er auf seinen Reisen anschließen möchte, und schließt sich einer malazanischen Familie an. Vorher half er der Familie gegen die Rebellentruppe von Hauptmann Keleb.

### Kette der Hunde
Mappo enthüllt Fiedler, dass er und Icarium in Pustls Tempel Schnitzereien gefunden haben, die den Drachenkarten ähneln, aber eher mit alten Festen als mit modernen Häusern. Sie vermuten, dass der Pfad der Hände der Gestaltwandler am Tempel enden könnte. Pustl hofft, dass er und Icarium den Tempel verteidigen können. Der Diener geht zum mutmaßlichen Ort von Sha’iks Wiedergeburt und Icarium, Mappo, Fiedler, Crokus und Apsalar verfolgen ihn und vermuten, dass Pustl, Schattenthron und Cotillion beabsichtigen könnten, dass Apsalar Sha’ik als Seherin der Rebellion ersetzt.
Kulp schafft es, einen Riss in Kurald Emurlahn für seine eigenen Meanas-Krieger zu öffnen, was die Aufmerksamkeit eines untoten Wechselgänger-Drachen auf sich zieht, der Kulp die Macht gibt, den Riss zu heilen. Der Drache führt die Silanda in ein Gewirr, und Kulp, Heboric, Baudin und Felisin fallen oder springen in Sicherheit in der irdischen Welt in der Nähe der Raraku, während sich das Schiff zwischen den Gwirren bewegt. Stürmisch, Wahr und Gesler, Kulps Eskorte, sind auf dem Schiff gefangen. Baudins heldenhafte Rettung von Felisin während ihres Fluges macht Heboric und Kulp misstrauisch und er gibt zu, dass er ein Talon-Attentäter ist (dabei handelte es sich um den militärischen Arm der malazanischen Attentatskommandos, der von Tanzer gegründet und von Laseen während ihres Putsches angeblich vollständig vernichtet worden ist), der von Tavore geschickt wurde, um Felisin zu beschützen.
Das Unternehmen flüchtet sich in ein Höhlennetzwerk, um Rarakus wirbelndem Sand auszuweichen, und findet eine Stadt des Ersten Reiches, der T’lan Imass, die innerhalb weniger Stunden durch den Ausbruch des Konflikts zwischen den Wechselgängern und den Vielwandlern zerstört wurde. Der Thron der Feste des Tiers ist leer. Nachdem sie die Stadt verlassen haben, treffen sie einen Magier, der sich als Nawahl Ebur identifiziert, sich jedoch als Wechselgänger Gryllen herausstellt. Baudin verwundet Gryllen in einem Kampf wird dabei aber selber schwer verwundet und Gryllen flieht. Felisin und Heboric lassen ihn zurück, nur um auf Leoman und Toblakai zu stoßen, die Sha’iks Leiche bewachen. Sie erkennen sie als wiedergeborene Sha’ik und Felisin akzeptiert dies.
Während das Wasser knapp wird und die Flüchtlinge von Räubern heimgesucht werden, nähert sich Coltaines Gruppe dem Fluss P’atha. Seine Hexenmeister Nil und Neder öffnen an einer Stelle einen Tunnel in ein Räuberlager, um es zu zerstören, enthüllen im Übrigen Wasser im Untergrund und erfahren, dass ein Semk-Stammesangehöriger ein Stück des zerstörten Semk-Gottes in sich aufgenommen hat. Bei der Überquerung von P’atha opfern Nil und Neder eine Stute, um Coltaines schwere Kavallerie mit der Kraft auszustatten, die ausreicht, um die künstliche Rampe von Kamist Reloe zu zerstören. Die Sappeure bewachen geschickt die Verwundeten und ein Wickan-Clan, der die Flüchtlinge bewacht, vernichtet ihre Angreifer, wenn auch nicht ohne Verluste an Flüchtlingen, und greift die Flanken der Stämme an, um sie zu vertreiben.
Kalam und seine Gesellschaft verwenden einen Stein, den der Schnelle Ben Kalam gegeben hat und der sie in das kaiserliche Gewirr versetzt, das voller Knochen ist, um Korbolo Doms zusätzliche Armee der Rebellion zu umgehen. Laseens Klaue Perl entdeckt die Verletzung und trifft dort Yil. Apt bringt auf Kalams Geheiß 1.300 durch Korbolo Doms Armee gekreuzigte malazanische Kinder, in das Gewirr von Schatten und rettet ein Kind, Panek, um weiter zu reiten und sich mit ihr zu verbinden. Dann folgt er Perl und Yil in das kaiserliche Gewirr.
Kalam und seine Gesellschaft verlassen das Gewirr in Aren, um zu erfahren, dass Salk Elan, der behauptet Kalams Freund zu sein, mit einem Schiff auf ihn wartet, und obwohl Kalam misstrauisch ist, hat er keine andere Wahl, als nachzuforschen. Als Yil in Aren ankommt wird sie wegen des Verdachts auf Verrat mit den anderen Roten Klingen festgenommen. Kenneb tritt der Garnison der Stadt bei.

### Die Tore des Totenhauses und Epilog
Icarium findet eines seiner eigenen Zeitmessgeräte 94.000 Jahre alt und intakt inmitten einer zerstörten Stadt des Ersten Reiches, akzeptiert jedoch die Zusicherungen von Fiedler und Mappo, dass ein Aufgestiegener oder Gott für die Zerstörung verantwortlich sein muss. Apsalar und Diener führen Fiedler, Crokus, Icarium und Mappo an die Schwelle dessen, was Iskaral ein verknotetes, zerrissenes Stück Gewirr nennt. Sie betreten das Gewirr, weil Diener es verwenden kann und sie nach Hause bringen kann.
Im Inneren des Gewirres finden sie das Azath-Haus Tremorlor. Icarium kann erkennen, dass das Haus von den Gestaltwandlern und den beschädigten Gewirren belagert wird, und plant zu kämpfen, um es zu verteidigen. Mappo befürchtet, dass der Azath Icarium festsetzen wird, was die Namenlosen, die ihn ausgewählt haben, um Icarium zu bewachen, bevorzugen würden. Icarium spürt sein Zögern und sagt Mappo, dass er für ihn sterben würde, und Mappo sagt Icarium die Wahrheit über die Stadt des Ersten Reiches. Fiedlers Muschelschale mit ihrem Tano-Lied und der von der Trygalle-Handelsgilde vom Schnellen Ben gelieferten Munition helfen dabei, die Gestaltwandler zurückzuhalten, ebenso wie Crokus Bhok’arala, der sich als Wechselgänger-Dämon herausstellt, der nach dem Öffnen der Tür zum Wächter von Tremorlor wird. Das Innere von Tremorlor ist wie eine Karte aller Azath-Häuser aufgebaut, und Pustl und dann Icarium und Mappo verschwinden in anderen Teilen der Welt, bevor Fiedler, Crokus, Diener und Apsalar ihren Weg nach Malaz finden, wo der Wächter Gothos des Totenhauses offenbart, dass Icarium sein Sohn ist und sein Verbrechen darin bestand, ein Gewirr zu verwunden, während er versuchte, Gothos von den Azath zu befreien (obwohl Gothos dort bleiben wollte).
Kalam trifft Salk Elan, um zu erfahren, dass der Lumpenpfropf, ein Handelsschiff, und die gesamte Aren-Flotte beschlagnahmt und Admiral Nok von Pormqual verhaftet wurde, der auf dem Seeweg fliehen will. Minala schleicht sich an Bord eines Handelsschiffs, das dem Lumpenpfropf folgt, den Pormqual seinem Schatzmeister unterstellt hat. Der Schatzmeister ist mit der Verfolgung von Piraten beschäftigt, und Elan und Kalam arbeiten mit den Seesoldaten an Bord zusammen, um seinen Plan zu vereiteln. Kalam bekommt das Gefühl, dass der Kapitän unter einem Zauber steht, ihm nichts Wichtiges zu sagen, und bittet den Schnellen Ben um Hilfe, der sagt, dass das Schiff tatsächlich unter dem Zauber der Verwirrung steht und dass er versuchen wird, Fiedler und seiner Gesellschaft Hilfe zukommen zu lassen, als sie sich Tremorlor wegen der aktiven Gewirre nähern. Das Schiff kommt in Malaz an und Elan entpuppt sich als Perl. Obwohl die Kaiserin mit Kalam sprechen will, kümmert sich die Klaue um ihre eigenen Angelegenheiten; Perl fügt Kalam eine Verletzung zu und wirft ihn über Bord. Apt und Panek scheinen Perl zum Rückzug zu zwingen, bevor er den Kapitän und die Besatzung der Lumpenpfropf töten kann. Kalam erreicht Laseens Audienzzimmer, wo sie versteckt ist, als er sie beschuldigt, die Brückenverbrenner absichtlich getötet zu haben (sie bestreitet es), Dujek zu verbieten, Dassem Ultor zu töten (wahr, aber es drohte Bürgerkrieg), Tanzer und Kellenvad zu töten (wahr aber das Imperium verlangte es) und Inkompetenz in den sieben Städten; er geht, nachdem er ihre Verteidigung gehört hat, und lässt sie am Leben. Apt und Fiedlers Gruppe erscheinen, als Kalam und Minala Mocks Feste verlassen und Schattenthron sie alle in die Schatten bringt, um sie vor den Klauen zu retten, die noch hinter Kalam sind. Apsalar, Crokus und Diener bitten darum, zu Apsalar nach Itko Kan zu gehen. Kalam und Minala schließen sich Apt im neuen Haus der Schatten und den 1300 gekreuzigten Kinder an.
Coltaine lehnt die Bitte der Adligen ab, Ubaryd zurückzuerobern. Duiker glaubt, dass es daran liegt, dass der sich nähernde Korbolo Dom eine erfahrene allgemeine und größere Bedrohung darstellt, während Kamist Reloe nur ein Magier war. Coltaine macht die ehemaligen Sklaven zu Soldaten der Siebten. Als die Kette den Fluss Vathar erreicht, ist die Silanda da, und Stürmisch, Gesler und Wahr nehmen die am schwersten Verwundeten an Bord. Einer von Coltaines Offizieren erkennt Gesler als ehemaligen Hauptmann, und als Gesler droht, ihn zu schlagen, wenn er erneut befördert wird, schlägt Coltaine Gesler und bricht sich die Hand. Nil kommt zu dem Schluss, dass Gesler, Stürmisch und Wahr fast aufgestiegen sind. Coltaine lehnt ein Angebot von Korbolo ab, die Flüchtlinge den Fluss überqueren zu lassen, aber die Adligen und Flüchtlinge überqueren ihn trotzdem, und Korbolo schickt Bogenschützen auf schwimmenden Brücken, um sie zu töten. Coltaines Sappeure haben sich unter die Flüchtlingen gemischt und retten viele. Coltaine befördert einen besonders effektiven Sappeur zum Sergeant, nur um zu erfahren, dass er ihren Hauptmann herabgestuft hat. Nach Vathar durchquert die Kolonne die Überreste eines Krieges zwischen den Jaghut und den T’lan Imass. Die Trygalle-Handelsgilde kommt über ein Gewirr an, um Nahrung und Wasser von Dujek und Freunden in Darujhistan und eine Flasche zu liefern, die Coltaine zu gegebener Zeit gegen seine Brust drücken kann. Alle Anwesenden erkennen, dass Dujeks angeblicher Verrat falsch ist und er auf Geheiß der Kaiserin mit seinen ehemaligen Feinden gegen den Pannonischen Seher kämpft. Einer der drei Stämme, die der Kette gegenüberstehen, greift die anderen beiden und Doms Armee an und besiegt die Stämme, aber nicht die Armee, erklärt die Wickaner jedoch zum mächtigsten Stamm, nachdem sie den Mehrwegkampf um sie herum überlebt haben. Coltaine besteht darauf, dass Duiker die Flasche behält, die Dujek ihm geschickt hat, weil es wichtiger ist, dass das Gedächtnis des Imperiums überlebt als er selbst.
Arens Tore öffnen sich für die Flüchtlinge, aber Pormqual’s Armee unternimmt nichts, um ihre Flucht zu decken. Kamist Reloe nimmt Coltaine schließlich vor der Stadt gefangen und kreuzigt ihn, aber der Bogenschütze Blinzler tötet ihn auf Duikers Drängen von der Stadtmauer aus. Tausende von Krähen treffen ein, um Coltaines Geist zu entführen (der im Epilog in den Körper eines zuvor seelenlosen Embryos eindringt). Mallick Rel fordert Pormqual auf, sich Dom zu stellen, anstatt eine Woche auf Tavores Flotte zu warten; die Armee wird von den Rebellen umzingelt und ergibt sich auf Drängen von Rel. Als Duiker Rel als Jishtal bezeichnet, erinnert sich Keneb an Kalam, der sich auf einen Jhistal-Verräter in Aren bezieht, und Keneb flieht nach Aren. Dom kreuzigt Duiker und 10.000 weitere Soldaten, um so die malazanische Moral zu vergiften. Icarium und Mappo tauchen später aus dem Azath-Krieg auf dem Aren-Weg auf, um Stürmisch, Gesler und Wahr auf der Suche nach Duikers Leiche unter den Gekreuzigten zu finden, aber Baruks Bhok’arala-Diener aus Darujhistan finden ihn zuerst und nehmen die Flasche mit seinem Geist darin und seinen Körper. Icarium hat die Erinnerung an die meisten Ereignisse des Buches verloren und er und Mappo setzen ihre Reise fort.
Der Hohemagier Bidithal hat Sha’ik als Kind missbraucht, Febryl hat dreimal versucht, sie zu vergiften und L’oric ist nicht durchschaubar, aber am Ende knien alle vor ihr mit der Menge. Felisin akzeptiert die Macht der Göttin und den Namen Sha’ik, gibt sich aber nicht ganz auf und adoptiert ein junges Mädchen und nennt sie ebenfalls Felisin. Der Wirbelwind entpuppt sich als ein Gewirr, mit dem Sha’iks Armeen schnell reisen können. Felisin/Sha’ik und ihre Armee reisen über dieses Gewirr, um zu erfahren, dass Dom Aren nicht eingenommen hat und in die Raraku zurückgekehrt ist, um Tavores Vormarsch zu ihren eigenen Bedingungen abzuwarten.
Die Fortsetzung der Handlung wird in Memories of Ice (deutsch Die eisige Zeit und Der Tag des Sehers) erzählt.

## Ausgaben
- Deadhouse Gates. Bantam Press, 2000, ISBN 0-593-04621-8.
  - Das Reich der Sieben Städte. Goldmann, 2001, ISBN 3-442-24941-4.
  - Neuauflage: Das Reich der Sieben Städte. Blanvalet #26965, 2013, ISBN 978-3-442-26965-5.
  - Im Bann der Wüste. Goldmann, 2001, ISBN 3-442-24940-6.
  - Neuauflage: Im Bann der Wüste. Blanvalet #26968, 2014, ISBN 978-3-442-26968-6.